# Каттанео, Николо
Николо Каттанео (итал. Nicolò Cattaneo Della Volta; Генуя, 1679 — Генуя, 1751) — дож Генуэзской республики.

## Биография
Старший сын дожа Джованни Баттиста Каттанео (1691—1693) и Магдалены Джентиле, родился в Генуе 18 июля 1679 года, был крещен в церкви Сан-Торпете, в центральном районе Генуи. Вписан в Золотую книгу городского дворянства 25 августа 1701 года, в возрасте двадцати семи лет получил свою первую должность в магистрате запрещенных книг. В 30 лет в 1709 году, он стал одним из самых молодых покровителей больницы Памматоне.  
Далее он на несколько лет исчезает из хроник, вероятно, он в это время находился при одном из европейских дворов, в каком-то военном ведомстве или на флоте.
Только в 1722 году его фигура вновь появилась на посту декана магистрата шелка и главы секретных архивов. В 1726 году он был назначен комиссаром крепости Савоны, в условиях растущей нестабильности на территории Западной Лигурии из-за новых разногласий с герцогством Савойским. В период между 1731 и 1736 годами Николо занимал ряд государственных должностей: члена магистрата продовольствия и магистрата границ, члена Верховного синдикатория и одного из губернаторов Республики.
7 февраля 1736 года он оставил свой пост для успешного избрания на пост дожа Республики, 153-м в истории Генуи, став одновременно королем Корсики.

### Правление и последние годы
В его правление нарастали признаки кризиса, всего через месяц после его избрания немец Штефан Теодор фон Нойхофф высадился на Корсике при поддержке англичан и был провозглашен правителем независимого Королевства Корсика. Сенат Генуи был вынужден просить большие кредиты у Банка Сан-Джорджо для найма трех полков швейцарского ополчения, а также через посла Джанфранческо Бриньоле Сале II просить помощи Франции. Вмешательство французских солдат привело через восемь месяцев к падению независимой Корсики. 
Его мандат завершился 7 февраля 1738 года,  после чего продолжал служить Республике на должностях заместителя главы казначейства, президента магистрата войны (1739; 1742), декана магистрата изобилия (1740—1741; 1743), инквизитора государства в 1746 году и вновь декана магистрата войны в 1747 году, во время войны за австрийское наследство. Последней должностью для него стал пост посредника между государством и генуэзским банком (1749).
Умер в Генуе 5 июля 1751 года и был похоронен в церкви Сан-Доменико.

### Личная жизнь
От брака с Ливией Гримальди имел двух сыновей, Джованни Баттисту (1717) и Джакомо.